# Roland Bergkamp
Roland Adrianus Martinus Bergkamp (Amstelveen, 1991. április 3. –) holland korosztályos válogatott labdarúgó, aki jelenleg a Sparta Rotterdam játékosa.

## Család
Apja az Ajax, Internazionale és az Arsenal korábbi ikonja, Dennis Bergkamp

## Sikerei, díjai
- Sparta Rotterdam
  - Holland másodosztály: 2015–16